# José Ledezma
José Rafael Ledezma Guanipa (Maracay, Venezuela; 29 de marzo de 1934) es un bailarín, coreógrafo y maestro de danza contemporánea venezolano también conocido como "El negro Ledezma".

## Biografía
Inicia sus estudios de danza en Caracas en el año 1958 con el maestro y coreógrafo Grishka Holguin.
En 1969 viaja a Nueva York buscando ampliar y mejorar sus conocimientos en las diferentes tendencias de la danza.
A su regreso a Venezuela, en 1973, la Universidad Central de Venezuela le ofrece la dirección artística del Taller Experimental de Danza de la UCV. Durante su permanencia como director de esta agrupación, Ledezma hace hincapié en el aspecto técnico en la formación de los bailarines. El Taller Experimental de Danza alcanzó un notable nivel de desarrollo durante la gestión de Ledezma.
Un año después, en 1974, Ledezma funda el Taller de Danza de Caracas, integrado por la gran mayoría de los estudiantes del Taller Experimental. En esta compañía José Ledezma no solamente ejerce la función de Director Artístico, si no también es parte fundamental en la formación de los jóvenes bailarines y la creación de nuevas coreografías.
En 1991 crea la Escuela de Danza Contemporánea de Caracas. Ese mismo año es nombrado Director del Área de Danza Contemporánea de la Escuela Nacional de Danza, organismo adscrito al Consejo Nacional de la Cultura CONAC.
El CONAC, a través de la Escuela Nacional de Danza crea en 1996 el Programa de Técnica de Danza Contemporánea, basándose en las ideas y técnicas pedagógicas de Ledezma. Este programa es implementado por diversas escuelas a nivel nacional.
En 2009 la Universidad Nacional Experimental de las Artes (UNEARTE) rinde tributo a José Ledezma con motivo de sus 50 años de vida artística.

## Premios, reconocimientos y condecoraciones
- 1984: Premio CONAC de Danza. Venezuela[1]
- 1987: Premio Municipal de Danza, otorgado por el Consejo Municipal de la Alcaldía Libertador. Venezuela[1]
- 1994: Premio Nacional de Danza, otorgado por el Ministerio de Cultura. Venezuela[1]
- 1996: Premio Casa del Artista, mención Director Artístico, otorgado por la Fundación Casa del Artista. Venezuela[1]
- 1996: Maestro Honorario de la Universidad Experimental de las Artes UNEARTES
- 2007: Orden al Mérito en el Trabajo (primera clase)[1]